# Gazeta das Colónias

Gazeta das colónias : semanário / quinzenário de propaganda e defesa das colónias, propriedade  da Empresa de Publicidade Colonial, Lda., foi publicado entre 19 de junho de 1924 e 25 de novembro de 1926. O seu grande objetivo era “fazer propaganda da ação colonizadora” e resolver situações imperativas “promovendo o seu estudo, a sua discussão calma e unicamente norteada pelos interesses nacionais”. Contou com um extenso número de colaboradores, muitos deles com cargos coloniais, entre os quais se destacam: Alfredo Augusto Freire de Andrade, António José Pires Avelanoso, Armando Cortesão, Artur Tamagnini de S. Barbosa, Carlos Amaro, Carlos Pereira, Carlos Roma Machado, Carlos Óscar da Silva, Carlos Viegas Gago Coutinho, Egídio Inso, Ernesto Júlio de Carvalho e Vasconcelos, Francisco Pinto da Cunha Leal, Henrique Monteiro Correia da Silva, João Tamagnini de S. Barbosa, José A. de Melo Vieira, José O. Ferreira Diniz, Luís de Meneses Bragança, Luís Moita, Manuel de Brito Camacho,  Mariano Machado, Roberto Bruto da Costa, Paulino dos Santos Gil  e Tomé de Barros Queirós.